# Kulm (Gemeinde Eberstein)
Kulm ist eine Ortschaft in der Gemeinde Eberstein im Bezirk Sankt Veit an der Glan in Kärnten (Österreich). Die Ortschaft hat 18 Einwohner (Stand 1. Jänner 2024).

## Lage
Die Ortschaft liegt im Osten des Bezirks Sankt Veit an der Glan, östlich oberhalb des Gemeindehauptorts Eberstein, auf dem Gebiet der Katastralgemeinde Kulm und der Katastralgemeinde Eberstein. In der Ortschaft werden folgende Hofnamen geführt: Kulmbauer (Nr. 3).

## Geschichte
Auf dem Gebiet der Steuergemeinde Kulm liegend, gehörte der Ort in der ersten Hälfte des 19. Jahrhunderts zum Steuerbezirk Eberstein. Bei Bildung der Ortsgemeinden im Zuge der Reformen nach der Revolution 1848/49 kam Kulm an die Gemeinde Eberstein. Die höher gelegenen Höfe wurden aufgegeben, dafür dehnte sich die Ortschaft ab der zweiten Hälfte des 20. Jahrhunderts nach Westen hin auf den Rand der Katastralgemeinde Eberstein aus.

## Bevölkerungsentwicklung
Für die Ortschaft zählte man folgende Einwohnerzahlen:
- 1869: 4 Häuser, 27 Einwohner[2]
- 1880: 4 Häuser, 35 Einwohner[3]
- 1890: 4 Häuser, 27 Einwohner[4]
- 1900: 3 Häuser, 15 Einwohner[5]
- 1910: 4 Häuser, 15 Einwohner[6]
- 1923: 3 Häuser, 17 Einwohner[7]
- 1934: 10 Einwohner[8]
- 1961: 2 Häuser, 12 Einwohner[9]
- 2001: 3 Gebäude (davon 2 mit Hauptwohnsitz) mit 4 Wohnungen; 13 Einwohner und 0 Nebenwohnsitzfälle; 3 Haushalte; 0 Arbeitsstätten, 2 land- und forstwirtschaftliche Betriebe[10]
- 2011: 4 Gebäude, 9 Einwohner, 4 Haushalte, 0 Arbeitsstätten[11]
- 2021: 6 Gebäude, 17 Einwohner, 5 Haushalte, 1 Arbeitsstätte[12]